# ميركو فالديفيوري
ميركو فالديفيوري (بالإيطالية: Mirko Valdifiori)‏ هو لاعب كرة قدم إيطالي في مركز الوسط المدافع ولد في يوم 21 أبريل 1986 في بلدة روسي في إيطاليا، يلعب حالياً مع نادي نابولي وسبق له اللعب نادي إمبولي ونادي لنيانو ونادي بافيا ونادي تشيزينا ولعب مع منتخب إيطاليا لكرة القدم ويبلغ طوله 186 سم.

## روابط خارجية
- ميركو فالديفيوري على موقع الاتحاد الأوربي (الإنجليزية)
- ميركو فالديفيوري على موقع إي إس بي إن إف سي (الإنجليزية)
- ميركو فالديفيوري على موقع قاعدة بيانات كرة القدم.إي يو (الإنجليزية)
- ميركو فالديفيوري على موقع ناشيونال فوتبول تيمز (الإنجليزية)
- ميركو فالديفيوري على موقع Soccerway.com (الإنجليزية)
- ميركو فالديفيوري على موقع عالم كرة القدم.نت (الإنجليزية)
- ميركو فالديفيوري على موقع AS.com (الإسبانية)